# Thomas d'Urfey
Thomas "Tom" d'Urfey, född 1653, död 26 februari 1723, var en engelsk poet.
Många av d'Urfeys dikter tonsattes av John Blow, Henry Purcell och John Farmer. Fullständigaste upplagan av hans verk är Wit and mirth; or pills to purge melancholy (6 band, 1719-1720). 29 skådespel av d'Urfey uppfördes under hans livstid.